# Борзан, Биляна
Биляна Борзан (хорв. Biljana Borzan, урождённая Чупурдия, Čupurdija; род. 29 ноября 1971, Осиек) — хорватский врач и политический деятель. Член Социал-демократической партии Хорватии. Депутат Европейского парламента с 2013 года. Депутат Хорватского сабора (2007—2013).

## Биография
Родилась 29 ноября 1971 года в городе Осиек.
Окончила Центр профессиональной подготовки «Братья Рибар» (ныне 1-я гимназия) в Осиеке.
Окончила медицинский факультет Загребского университета.
С 1997 года работала в больнице в Осиеке.

## Политическая карьера
В 2005 году стала председателем отделения Социал-демократической партии Хорватии в городе Осиек. В 2005—2009 годах — член совета партии в жупании Осьечко-Бараньска. В 2004—2008 годах — заместитель председателя главного совета партии. С 2008 года — член президиума партии.
В 2001—2004, 2005—2008 и 2009—2013 годах — депутат городского совета Осиека, в 2004—2005 годах — председатель совета, в 2008—2009 годах — заместитель мэра.
По результатам парламентских выборов 2007 года избрана депутатом Хорватского сабора. Переизбрана на выборах 2011 года. Была председателем парламентского Комитета по здравоохранению и социальной политике (2011—2013).
По результатам выборов 2013 года, первых после вступления Хорватии в Европейский союз избрана депутатом Европейского парламента. Была членом Комитета Европейского парламента по вопросам окружающей среды, общественного здоровья и безопасности пищевых продуктов (ENVI). Переизбрана на выборах 2014 и 2019 годов.
На выборах 2024 года возглавила список коалиции «Реки правды». Список получил четыре мандата. Биляна Борзан была переизбрана депутатом Европейского парламента.
Является главой делегации Социал-демократической партии Хорватии, членом фракции «Прогрессивный альянс социалистов и демократов», членом Комитета по вопросам внутреннего рынка и защиты прав потребителей (IMCO).

## Личная жизнь
Живёт в Осиеке.
Замужем, имеет двух дочерей.